# Uruguay en la Copa Mundial de Fútbol de 1930
La Selección de Uruguay fue una de las 13 participantes de la Copa Mundial de Fútbol de 1930, que se realizó en Uruguay. Luego de vencer a Argentina por 4:2 en la final, Uruguay se consagró campeón del mundo. Este triunfo junto a los éxitos de los uruguayos en las dos olimpíadas anteriores marcaron una de las mejores épocas del fútbol uruguayo.

## Participación

### Plantel
Los datos corresponden a la situación previo al inicio del torneo.
| #  | Nombre                    | Posición                          | Edad                              | Club                              |
| -- | ------------------------- | --------------------------------- | --------------------------------- | --------------------------------- |
|    | Enrique Ballesteros       | Guardameta                        | 25                                | Rampla Juniors                    |
|    | Miguel Capuccini          | Guardameta                        | 23                                | Peñarol                           |
|    | Domingo Tejera            | Defensa                           | 31                                | Montevideo Wanderers              |
|    | Emilio Recoba             | Defensa                           | 25                                | Nacional                          |
|    | José Nasazzi              | Defensa                           | 29                                | Bella Vista                       |
|    | Angel Romano              | Defensa                           | 36                                | Nacional                          |
|    | José Leandro Andrade      | Centrocampista                    | 28                                | Nacional                          |
|    | Lorenzo Fernández         | Centrocampista                    | 30                                | Peñarol                           |
|    | Álvaro Gestido            | Centrocampista                    | 23                                | Peñarol                           |
|    | Miguel Ángel Melogno      | Centrocampista                    | 25                                | Bella Vista                       |
|    | Carlos Riolfo             | Centrocampista                    | 24                                | Peñarol                           |
|    | Conduelo Píriz            | Centrocampista                    | 25                                | Nacional                          |
|    | Pedro Petrone             | Delantero                         | 26                                | Nacional                          |
|    | Héctor Castro             | Delantero                         | 25                                | Nacional                          |
|    | Zoilo Saldombide          | Delantero                         | 25                                | Nacional                          |
|    | Pablo Dorado              | Delantero                         | 22                                | Bella Vista                       |
|    | José Pedro Cea            | Delantero                         | 29                                | Nacional                          |
|    | Héctor Scarone            | Delantero                         | 31                                | Nacional                          |
|    | Santos Urdinarán          | Delantero                         | 30                                | Nacional                          |
|    | Victoriano Santos Iriarte | Delantero                         | 27                                | Racing Club                       |
|    | Juan Peregrino Anselmo    | Delantero                         | 25                                | Peñarol                           |
|    | Juan Carlos Calvo         | Delantero                         | 24                                | Miramar                           |
| DT | Omar corral               | Director. 43. 🇦🇷 golf clu Tecnico | Director. 43. 🇦🇷 golf clu Tecnico | Director. 43. 🇦🇷 golf clu Tecnico |

- (Hasta la Copa del Mundo de 1950 no se utilizarán números identificativos en los uniformes. Sólo para la competición de 1954 serán finalmente asignados números del 1 al 22 a cada jugador del plantel de manera individual).

#### Grupo 3
| Equipo  | Pts | PJ | PG | PE | PP | GF | GC |
| ------- | --- | -- | -- | -- | -- | -- | -- |
| Uruguay | 4   | 2  | 2  | 0  | 0  | 5  | 0  |
| Rumania | 2   | 2  | 1  | 0  | 1  | 3  | 5  |
| Perú    | 0   | 2  | 0  | 0  | 2  | 1  | 4  |

| 18 de julio de 1930, 14:30 | Uruguay    | 1:0 (0:0) | Perú | Estadio Centenario, Montevideo                                      |                                                                     |
|                            | Castro 60' | Reporte   |      | Asistencia: 70.000 espectadores Árbitro(s): John Langenus (Bélgica) | Asistencia: 70.000 espectadores Árbitro(s): John Langenus (Bélgica) |

| 21 de julio de 1930 | Uruguay                                         | 4:0 (4:0) | Rumania | Estadio Centenario, Montevideo                                    |                                                                   |
|                     | Dorado 7' · Scarone 24' · Anselmo 30' · Cea 35' | Reporte   |         | Asistencia: 80.000 espectadores Árbitro(s): Almeida Rego (Brasil) | Asistencia: 80.000 espectadores Árbitro(s): Almeida Rego (Brasil) |

### Semifinal
| 27 de julio de 1930, 14:45 | Uruguay                                         | 6:1 (3:1) | Yugoslavia     | Estadio Centenario, Montevideo                                    |                                                                   |
|                            | Cea 18' 67' 72' · Anselmo 20' 31' · Iriarte 61' | Reporte   | Vujadinović 4' | Asistencia: 93.000 espectadores Árbitro(s): Almeida Rego (Brasil) | Asistencia: 93.000 espectadores Árbitro(s): Almeida Rego (Brasil) |

### Final

El once titular uruguayo antes de disputar la final. Arriba: Gestido, Nasazzi, Ballestero, Mascheroni, Andrade y Fernández. Abajo: Dorado, Scarone, Castro, Cea e Iriarte.

| 30 de julio de 1930, 15:30 | Uruguay                                         | 4:2 (1:2) | Argentina                  | Estadio Centenario, Montevideo                                      |                                                                     |
|                            | Dorado 12' · Cea 57' · Iriarte 68' · Castro 89' | Reporte   | Peucelle 20' · Stábile 37' | Asistencia: 80.000 espectadores Árbitro(s): John Langenus (Bélgica) | Asistencia: 80.000 espectadores Árbitro(s): John Langenus (Bélgica) |